# Danh Võ

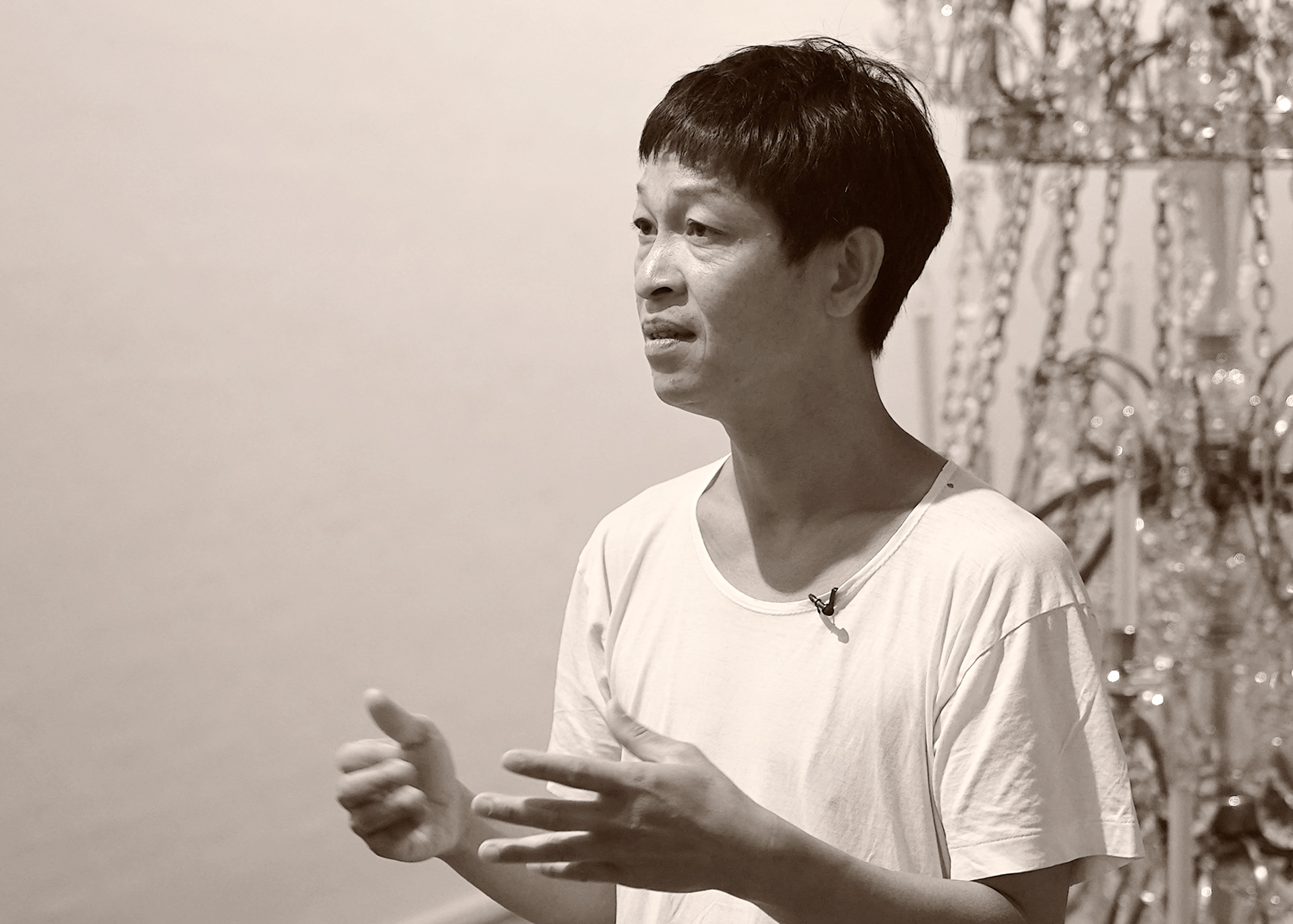
Danh Vō (2018)

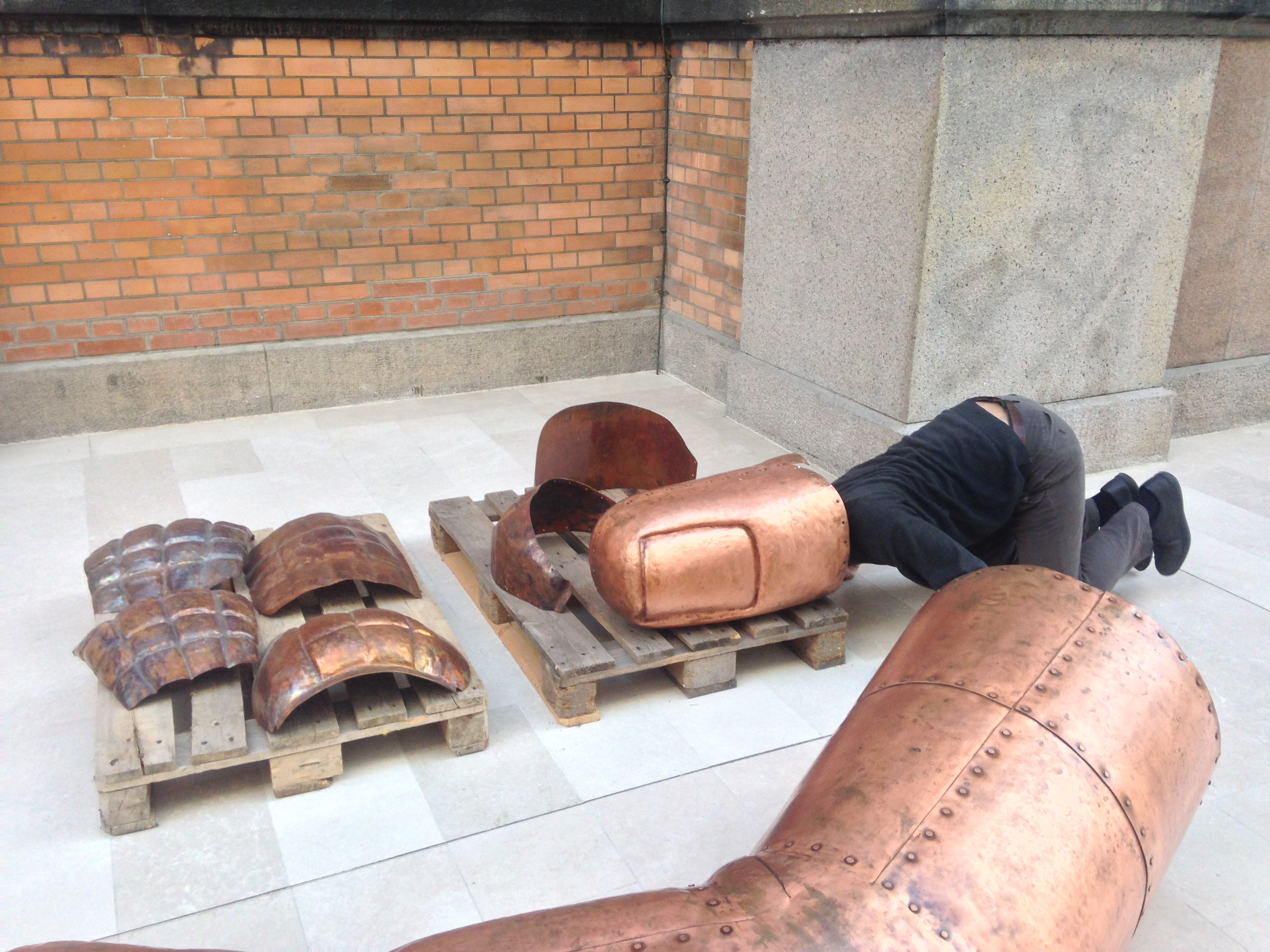
Installation „We The People“ von Danh Võ in der National Gallery of Denmark in Kopenhagen

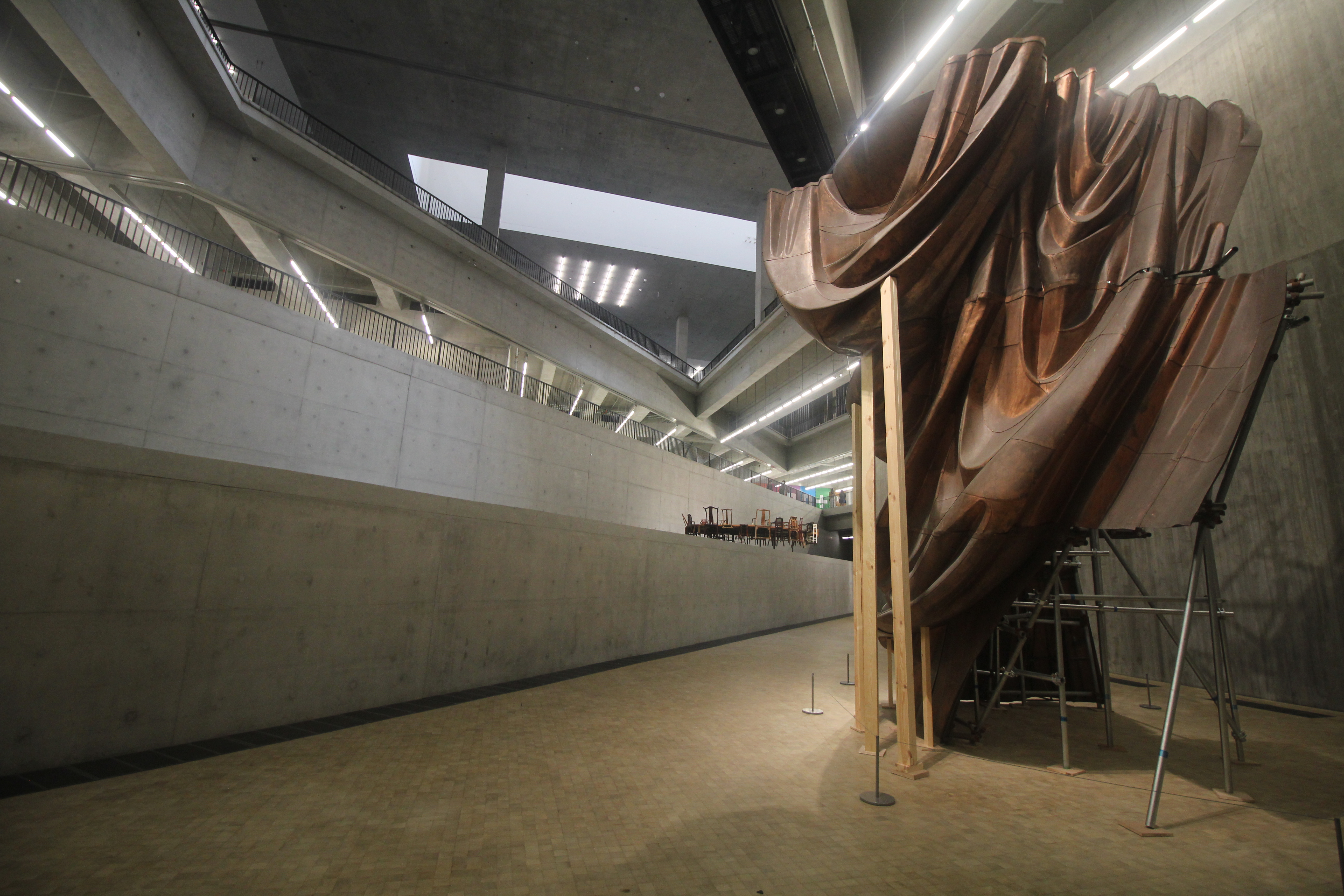
Installation „We The People“ von Danh Võ in dem M+-Museum in Hongkong

Danh Võ (* 1975 in Bà Rịa, Vietnam) ist ein dänischer Performance- und Konzeptkünstler.

## Leben
Danh Võ wurde im August 1975 in Bà Rịa in Südvietnam geboren, nachdem seine Eltern und älteren Geschwister wenige Monate zuvor nach dem Ende des Vietnam-Kriegs aus Nordvietnam evakuiert worden waren. Im Alter von vier Jahren floh Danh Võ mit seiner Familie in einem selbstgebauten Boot vor dem Chinesisch-Vietnamesischen Krieg aus Vietnam; Ziel der Reise waren die USA. Bereits nach kurzer Fahrt wurde die Familie mit den anderen Flüchtlingen auf dem seeuntauglichen Boot von einem Frachter, der zur dänischen Reederei Maersk gehört, gerettet und ins nahegelegene Singapur gebracht. Dort kam sie in einem Flüchtlingslager unter. Vier Monate später konnte die Familie nach Dänemark auswandern, wo Danh Võ aufwuchs. Er besuchte die Königliche Dänische Kunstakademie in Kopenhagen und die Städelschule in Frankfurt. 2006 zog er nach Berlin. Danh Võ lebt heute in Mexico-Stadt und in Berlin. Sein Atelier befindet sich seit 2017 in einer ehemaligen Schweinefarm in der Gemeinde Stechlin in Brandenburg.

## Werk
Wichtige Themen in den Arbeiten von Danh Võ sind die Auseinandersetzung mit Identität, Zugehörigkeit und seiner Migrationsgeschichte sowie verschiedene Aspekte des Kolonialismus. Mit Bezug zu seiner Migrationsgeschichte stellt er z. B. einen Kronleuchter mit dem Titel: „08:03:51, 28. Mai 2009“ aus, der aus dem späten 19. Jahrhundert stammt und vor seiner Verwendung als Kunstwerk im ehemaligen Hotel Majestic in Paris in dem Raum hing, in dem 1973 das Pariser Waffenstillstandsabkommen zur Beendigung des Vietnam-Kriegs unterschrieben wurde. „We the people“ ist ein Werk, das aus einem in Shanghai hergestellten, originalgetreuen Nachbau der New Yorker Freiheitsstatue in etwa 300 Einzelteilen aus Kupfer besteht, die auf verschiedenen Kontinenten ausgestellt werden; der Titel „We the people“ ist der Beginn der Verfassung der Vereinigten Staaten von Amerika. Das fragmentierte Kunstwerk verweist auch auf die Fragmentierung der in der amerikanischen Verfassung verbrieften Menschenrechte. Neben einzelnen Teilen aus „We the People“ enthalten seine Installationen häufig Textfragmente, die von seinem Vater in kunstvoller Kalligraphie ausgeführt werden, sowie Fragmente antiker und mittelalterlicher Skulpturen, seit dem Bezug des alten Bauernhofs in Stechlin auch Pflanzen und Abbildungen von Pflanzen.

## Ausstellungen (Auswahl)
- 2021: secession, Wien
- 2019: Untitled, South London Gallery, London
- 2018: Danh Vo: Take My Breath Away, Solomon R. Guggenheim Museum, New York, SMK – Statens Museum for Kunst, Kopenhagen
- 2015: Ydob eht ni mraw si ti, Museum Ludwig, Köln
- 2015: mothertongue, Dänischer Pavillon, 56. Biennale Venedig
- 2014: We the people, Brooklyn Bridge Park & City Hall Park, New York (Projekt mit dem Public Art Fund)[11]

## Belege
1. ↑  Danh Vo | artnet. Abgerufen am 29. November 2019.
2. ↑  Calvin Tomkins: The Artist Questioning Authorship. 22. Januar 2018, ISSN 0028-792X (newyorker.com [abgerufen am 29. November 2019]).
3. ↑  Susan Morgan: A Modern Surprise Is Hiding Behind the Historic Facade of Artist Danh Vo’s Mexico City Home. In: W Magazine. 20. September 2017, abgerufen am 29. November 2019 (englisch).
4. 1 2  Danh Vō. In: secession.at. Archiviert vom Original (nicht mehr online verfügbar) am 23. Oktober 2021; abgerufen am 21. Oktober 2021.  Info: Der Archivlink wurde automatisch eingesetzt und noch nicht geprüft. Bitte prüfe Original- und Archivlink gemäß Anleitung und entferne dann diesen Hinweis.
5. ↑  Gutshof Güldenhof | Heim Balp Architekten. Abgerufen am 27. April 2020.
6. ↑  Andrea Whittle: Danh Vo’s German Pastoral. In: Garage. 15. März 2020, abgerufen am 27. April 2020 (englisch).
7. ↑  Güldenhof, Brandenburg, Germany auf Instagram • Fotos und Videos. Abgerufen am 27. April 2020.
8. ↑  DANIEL SANDER: : Wer ist Ich? In: Spiegel Online. 29. Juni 2009 (spiegel.de [abgerufen am 29. November 2019]).
9. ↑  We the People (detail). In: Guggenheim. 7. Februar 2018, abgerufen am 29. November 2019 (amerikanisches Englisch).
10. ↑  Danh Vo in der Wiener Secession. Abgerufen am 21. Oktober 2021.
11. ↑  Danh Vo. In: Take Ninagawa. 27. Juli 2018, abgerufen am 29. November 2019.

| Personendaten    | Personendaten                              |
| ---------------- | ------------------------------------------ |
| NAME             | Võ, Danh                                   |
| KURZBESCHREIBUNG | dänischer Performance- und Konzeptkünstler |
| GEBURTSDATUM     | August 1975                                |
| GEBURTSORT       | Bà Rịa, Vietnam                            |